# Anthidium palliventre
Anthidium palliventre là một loài Hymenoptera trong họ Megachilidae. Loài này được Cresson mô tả khoa học năm 1878.

## Danh pháp đồng nghĩa
Danh pháp đồng nghĩa của loài này bao gồm:
- Anthidium pallidiventre Dalla Torre, 1896, emend
- Anthidium californicum Cresson, 1879
- Anthidium palliventre vanduzeei Cockerell, 1937